# Charles Gaudichaud-Beaupré
Charles Gaudichaud-Beaupré (Angulema 4 de setembre de 1789 - París 16 de gener de 1854) va ser un botànic francès.

## Biografia
Estudià farmacologia i química a Cognac (Charente) i acabà els seus estudis a París. Va ser invitat pels botànics del Muséum national d'histoire naturelle. Estudià a l'escola nacional naval d'Anvers des de 1811 a 1814.
Va ser escollit per Jean René Constant Quoy (1790-1869) per a participar com botànic al Voyage d'exploration scientifique 1817-1820 al voltant del Món. Herboritzà especialment a Shark Bay, a Port Jackson i a les Muntanyes blaves d'Austràlia
Va fer un nou viatge a Amèrica del Sud de 1830 a 1832 (Brasil, Xile i Perú)

## Llista parcial de publicacions
- Voyage autour du monde exécuté pendant les années 1836 et 1837 sur la corvette La Bonite commandée par Vaillant... Histoire naturelle. Botanique (Arthus-Bertrand, Paris, 1844-1846) : Scan-Book.
- Voyage autour du monde... exécuté sur les corvettes de S. M., ″l'Uranie″ et ″la Physicienne″, pendant les années 1817, 1818, 1819 et 1820, publié... par M. Louis de Freycinet,... Botanique, par M. Charles Gaudichaud [avec la collaboration de MM. Persoon, Agardh et Schewaegrichen] (Pillet aîné, Paris, 1826) : Scan-Book.
- Recherches générales sur l'organographie, la physiologie et l'organogénie des végétaux (Imprimerie Royale, Paris, 1841).

### Epònims
- (Acanthaceae) Chamaeranthemum gaudichaudii Nees[2]

- (Amaranthaceae) Ptilotus gaudichaudii (Steud.) J.M.Black[3]

- (Cyperaceae) Rhynchospora gaudichaudii (Brongn.) L.B.Sm.[4]